# Pyrostria ferruginea
Pyrostria ferruginea är en måreväxtart som beskrevs av Bernard Verdcourt. Pyrostria ferruginea ingår i släktet Pyrostria och familjen måreväxter.
Artens utbredningsområde är Mauritius. Inga underarter finns listade i Catalogue of Life.